# Cosmosoma ignidorsia
Cosmosoma ignidorsia là một loài bướm đêm thuộc phân họ Arctiinae, họ Erebidae.